# Будівельні конструкції

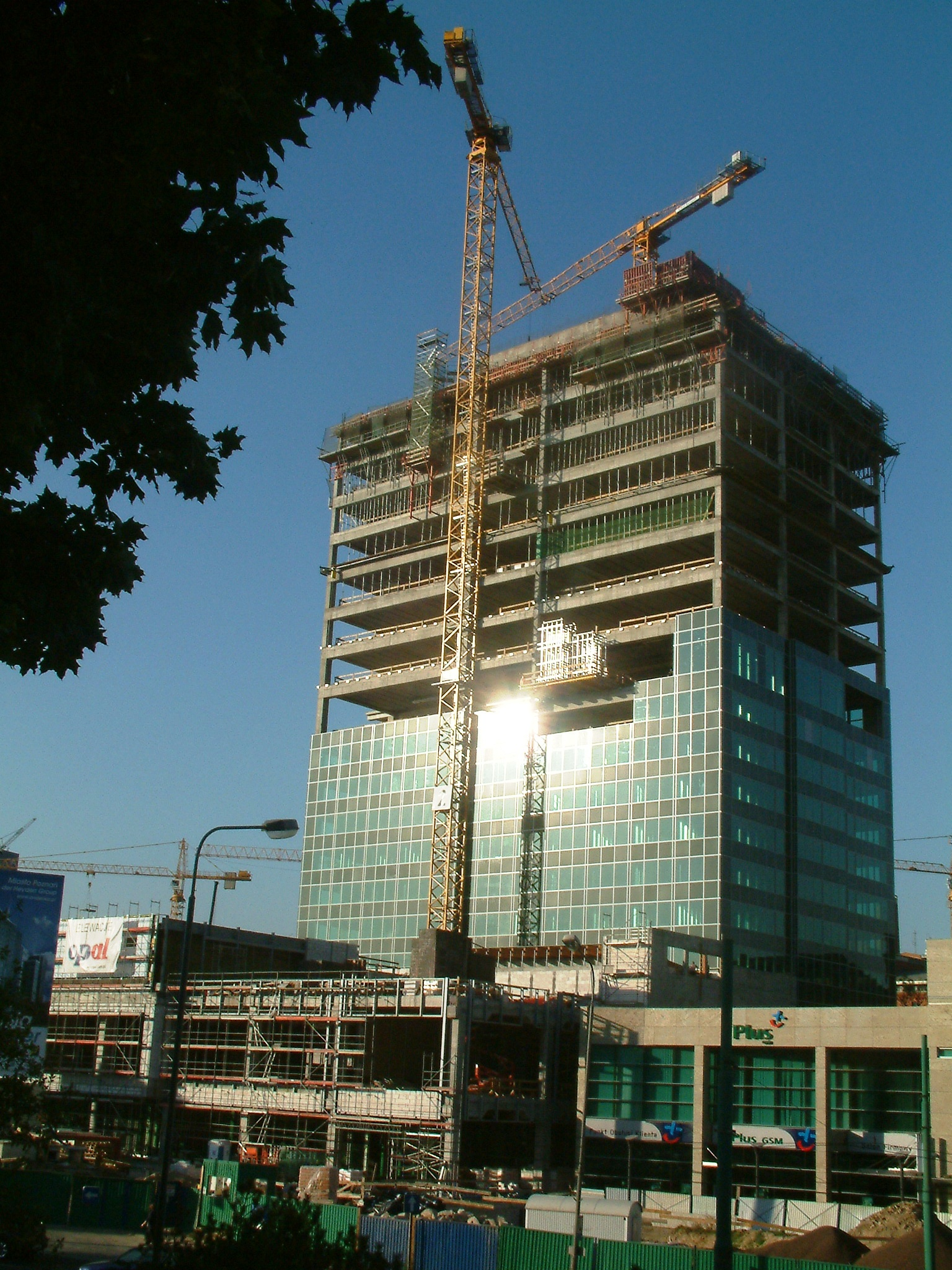
Будівельна залізобетонна тримальна конструкція будівлі Andersia Tower у Познані (Польща)

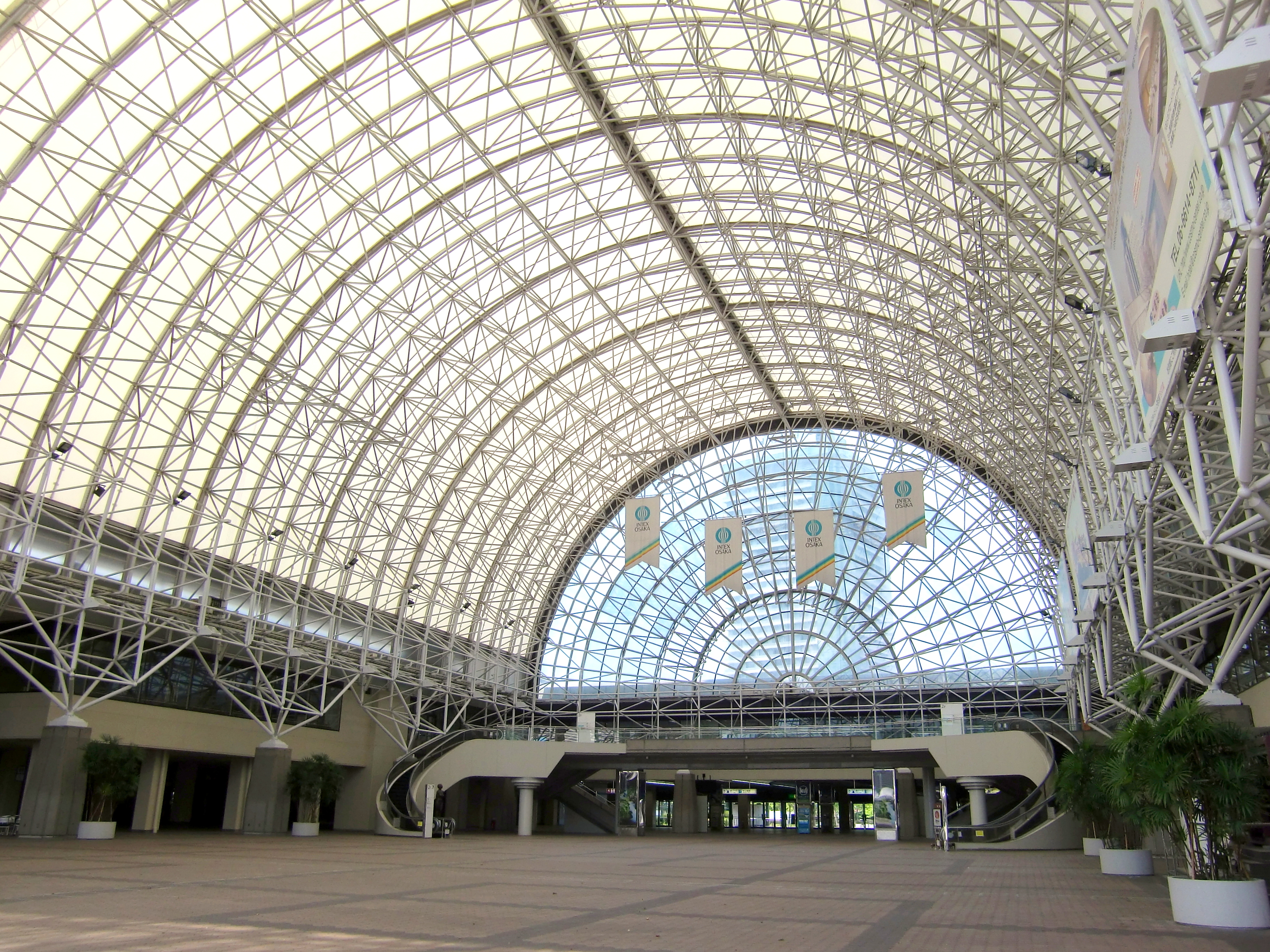
Будівельна тримальна металева конструкція Виставкового центру у місті Осака (Японія)

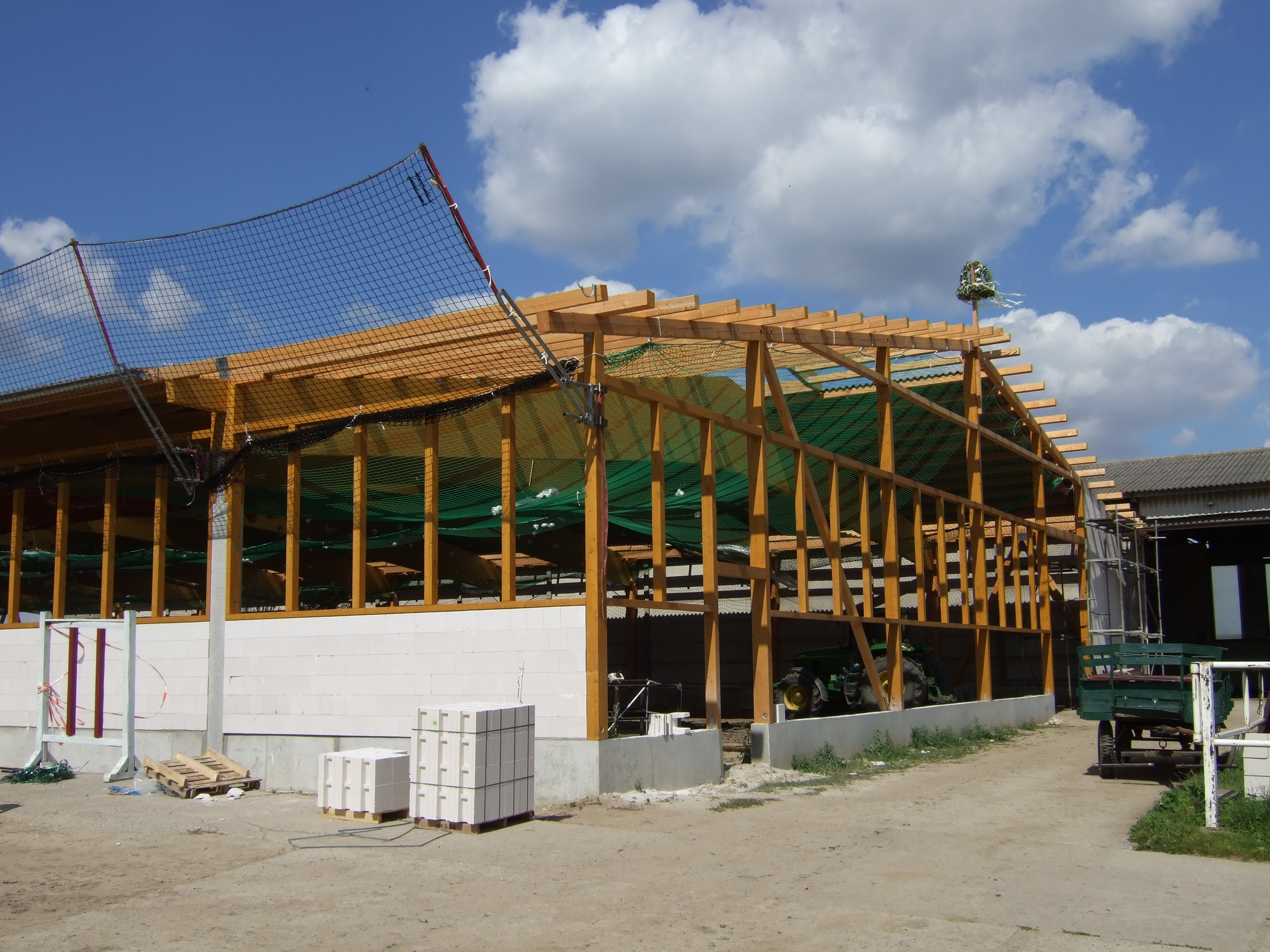
Дерев'яна будівельна конструкція каркасного типу

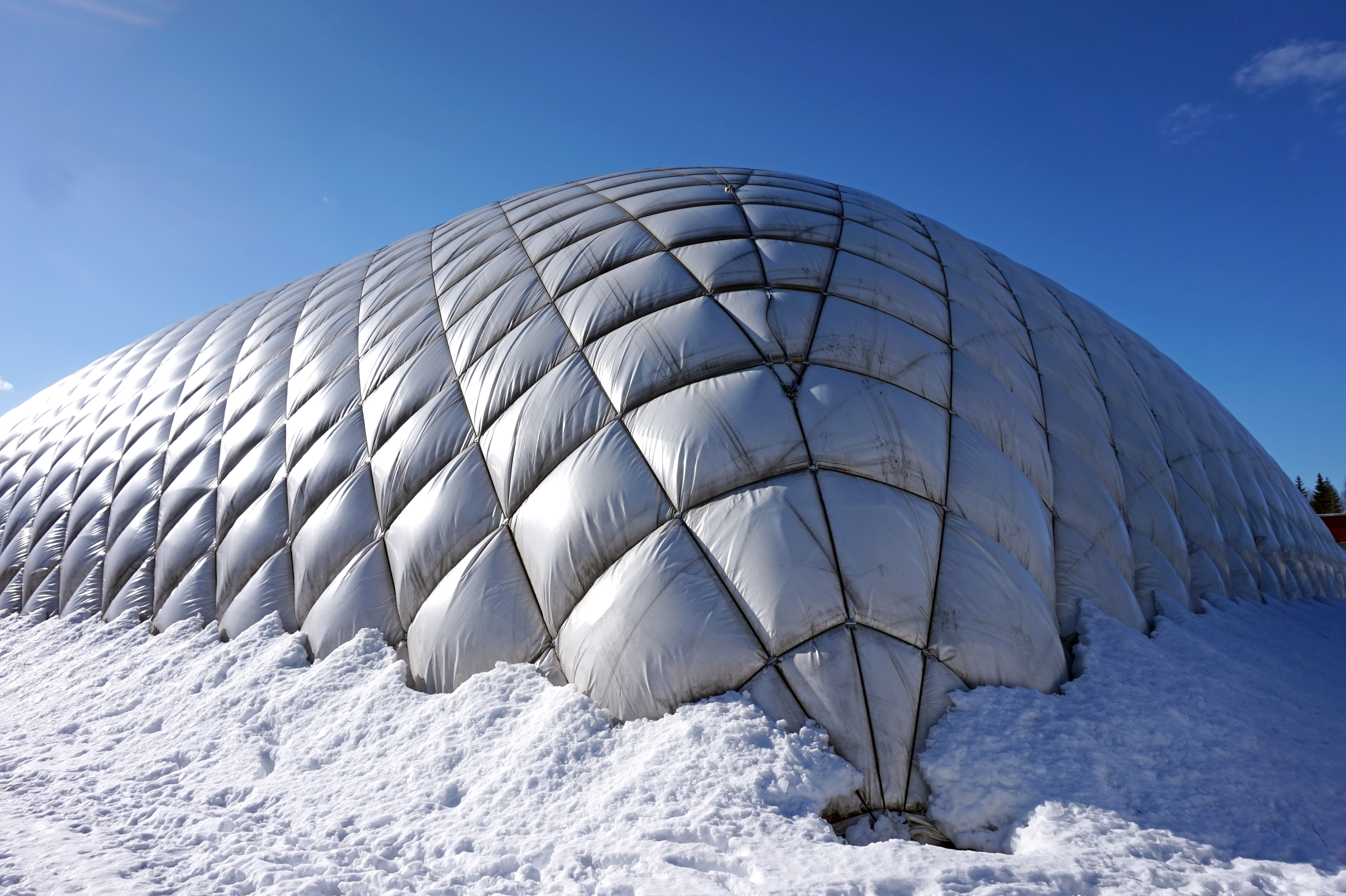
Пневматична будівельна конструкція

Будіве́льні констру́кції (англ. building structure, structural unit) — основні конструктивні елементи будівлі або споруди, що виконують тримальні, огороджувальні або сумісні функції.

## Класифікація будівельних конструкцій

### За призначенням
За функціональним призначенням розрізняють будівельні конструкції: тримальні, огороджувальні, суміщені та допоміжного призначення (наприклад, віконні рами-вітражі, сходові марші й майданчики, внутрішні перегородки).

#### Тримальні конструкції
Тримальна або несуча конструкція — елемент будівельної конструкції, що сприймає і витримує постійне чи тимчасове навантаження, зокрема й навантаження від інших частин конструкції. Тримальні конструкції, що становлять базовий каркас будинку або споруди, забезпечуючи їхню надійність і довговічність. Тримальні конструкції сприймають основні навантаження (власну масу, масу устаткування, людей, снігу, напір вітру, тиск ґрунту на підземні частини будинку або споруди тощо) і передають їх на основу.
Якщо тримальні конструкції є одночасно і огороджувальними конструкціями, їх товщину визначають з урахуванням теплотехнічних і звукоізоляційних вимог.

#### Огороджувальні конструкції
Огороджувальні конструкції — будівельні конструкції призначені для ізоляції внутрішніх об'ємів у будівлях і спорудах від зовнішнього середовища або між собою.
Огороджувальні конструкції захищають будинок (споруду) від дії зовнішніх факторів — вологи, вітру, шуму, температурного впливу, забезпечують звукоізоляцію (іноді й теплоізоляцію) приміщень. Часто огороджувальні конструкції є і тримальними конструкціями.
Огороджувальні будівельні конструкції часто є водночас і тримальними (тримальні стіни й перегородки в цивільних будинках, резервуари для зберігання нафти і газу, оболонки, склепіння тощо).

### За матеріалом виготовлення
Будівельні конструкції за матеріалом поділяють на:
- Залізобетонні конструкції (найпоширеніші);
- Бетонні конструкції;
- Кам'яні конструкції;
- Металеві конструкції;
- Дерев'яні конструкції;
- Азбестоцементні конструкції;
- Пневматичні будівельні конструкції.

Застосовують також комбіновані конструкції із склопластиків або із склопластиків у поєднанні з клеєною деревиною чи фанерою тощо.

### За пожежною безпекою
Будівельної конструкції класифікують за вогнестійкістю та за межею поширення вогню.

#### За вогнестійкістю
Визначається класом вогнестійкості, в залежності від межі та нормованих граничних станів із вогнестійкості.
Межа вогнестійкості характеризується часом від початку випробування за одним із температурних режимів до настання одного із граничних станів:
- втрати несучої здатності (R);
- втрати цілісності (E);
- втрати теплоізолюючої здатності (I).

Це значення отримують шляхом випробувань або розраховують за діючими методами.

Позначають клас вогнестійкості літерою, що відповідає нормованому граничному стану чи їх комбінацією, що відповідає критеріям експлуатаційних характеристик і цифрами, що є нормативною межею у хвилинах.
Розрізняють такі критерії експлуатаційних характеристик:
- несуча здатність R;
- несуча здатність і цілісність RE;
- несуча здатність, цілісність і теплоізолювальна здатність REI;
- несуча здатність, цілісність і теплоізолювальна здатність за наявності удару REI - М.

Прийняті класи вогнестійкості:
- R15, R30, R45, R60, R90, R120, R150, R180, R240;
- RE 30; RE 60; RE 90; RE 120; RE 150; RE 180; RE 240;
- REI 15; REI 30; REI 45; REI 60; REI 90; REI 120; REI 150; REI 180; REI 240;
- REI-M 30; REI-M 60; REI-M 90; REI-M 120; REI-M 150; REI-M 180; REI-M 240.

#### За межею поширення вогню
Будівельні конструкції поділяють на три групи:
- М0 — межа поширення вогню дорівнює 0 см;
- М1 — межа поширення вогню для горизонтальних конструкцій становить 25 см і менше, для вертикальних і похилих конструкцій — 40 см і менше;
- М2 — межа поширення вогню становить більше 25 см для горизонтальних конструкцій та більше 40 см для вертикальних і похилих конструкцій.

## Розрахунки будівельних конструкцій
Будівельні конструкції розраховують на міцність, стійкість і коливання, враховуючи зовнішні навантаження, власну масу конструкції, вплив температури, усадки тощо, а також зусилля, які виникають під час їхнього транспортування та монтажу. Основний метод розрахунку — за граничним станом.